# 종합정비창 (대한민국 육군)
종합정비창은 경상남도 창원시에 본부를 둔 대한민국 육군의 군용 헬리콥터를 제외한 모든 장비에 대한 정비를 총괄하는 창급 조직이다.

## 구조
- 부서
  - 품질검사처
  - 의무안전도검사과
- 부대
  - 궤도장비정비단
  - 기계공작단
  - 차량일반정비단
  - 총포장비정비단
  - 통신전자정비단
  - 특수무기정비단

### 특수무기정비단
특수무기정비단는 1979년 12월 20일, 인천시 부평에서 제3군수지원사령부의 제1특수무기지원대로 시작하였다. 1988년 10월, 육군군수사령부로 전속함에 따라 용인시로 이사하였고, 1991년 6월 제5정비창, 2008년 7월 종합정비창 특수무기정비단이 되었다. 현재 위치인 이천시에는 2011년에 이사를 마쳤다. 2개 과급 부서와 2개 병기공장을 운영하고 있다.

## 같이 보기
- 종합보급창 (대한민국 육군)

## 참고
1. ↑  윤병노 (2021년 1월 7일). “[우리부대 집중탐구] 육군종합정비창 특수무기정비단”. 국방일보. 2023년 5월 2일에 확인함.[깨진 링크(과거 내용 찾기)]